# Amt Marne-Nordsee

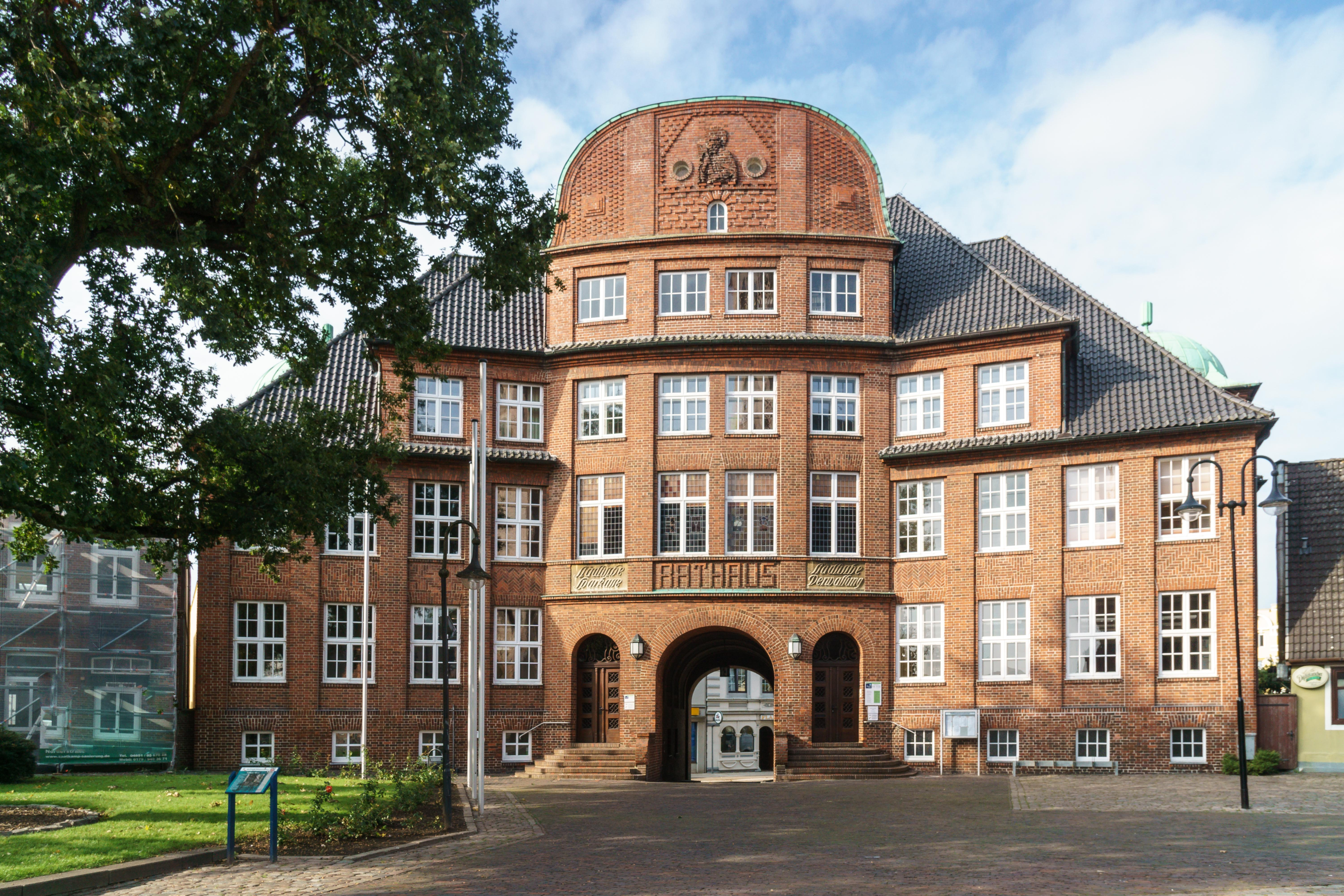
Das Rathaus in Marne ist gleichzeitig Sitz der Amtsverwaltung

Das Amt Marne-Nordsee ist ein Amt im Kreis Dithmarschen in Schleswig-Holstein mit Sitz der Verwaltung in Marne.
Das Amt wurde am 1. Januar 2008 aus den Gemeinden des bisherigen Amtes Kirchspielslandgemeinde Marne-Land, der bis dahin amtsfreien Stadt Marne und der bis dahin amtsfreien Gemeinde Friedrichskoog gebildet.

## Amtsangehörige Gemeinden
1. Diekhusen-Fahrstedt
2. Friedrichskoog
3. Helse
4. Kaiser-Wilhelm-Koog
5. Kronprinzenkoog
6. Marne, Stadt
7. Marnerdeich
8. Neufeld
9. Neufelderkoog
10. Ramhusen
11. Schmedeswurth
12. Trennewurth
13. Volsemenhusen

## Geografie
Das Amt nimmt fast die gesamte Marschfläche Süderdithmarschens ein.

## Wappen
Blasonierung: „Von Grün und Blau durch zwei silberne Wellenfäden geteilt. Oben eine fliegende silberne Möwe, unten ein dreizinniges silbernes Tor.“

## Wirtschaft
Im Amtsgebiet befinden sich der erste Windenergiepark Deutschlands sowie das größte Windtestfeld der Welt. Wirtschaftliche Bedeutung haben vor allem der Tourismus und die Landwirtschaft, hinzu kommt in Friedrichskoog die Ölförderung. Viele Arbeitnehmer pendeln aber auch nach Brunsbüttel, Meldorf und Itzehoe.